# Лютшиг, Вальдемар
Вальдемар Лютшиг (нем. Waldemar Lütschg, в России Владимир Карлович Лютш; 4 (16) мая 1877, Санкт-Петербург — 29 августа 1948, Берлин) — немецкий пианист и музыкальный педагог российского происхождения.
Сын и ученик фортепианного педагога Карла Лютша. После смерти отца в 1899 году обосновался в Берлине. В 1903 году гастролировал в Киеве.
В 1905—1906 гг. преподавал в Чикагском музыкальном колледже, одновременно концертировал в США (в частности, исполнил Второй фортепианный концерт Ференца Листа с Бостонским симфоническим оркестром под управлением Вильгельма Герике).
Затем вернулся в Европу и вновь работал в Берлине, в 1911 году недолгое время был первым из европейских учителей юного Клаудио Аррау, который, однако, впоследствии вспоминал, что он «был самым скучным учителем, какого только можно себе представить, и спал во время уроков». В 1915—1917 гг. в Страсбургской консерватории, затем в 1920—1938 гг. профессор Берлинской Высшей школы музыки, среди его учеников, в частности, Арно Кнапп. Неоднократно выступал как солист с Берлинским филармоническим оркестром, исполняя, главным образом, концерты Людвига ван Бетховена.
Составил и выпустил в Германии сборник «Русские мастера фортепиано» (нем. Russische Кlaviermeister; 1927) с произведениями М. И. Глинки, А. П. Бородина, М. П. Мусоргского, А. Г. Рубинштейна и П. И. Чайковского.
Брат — историк Адольф Лютш.